# Валсини
Валсѝни (на италиански: Valsinni; до 1873 г. Favale, Фавале) е село и община в Южна Италия, провинция Матера, регион Базиликата. Разположено е на 250 m надморска височина. Населението на общината е 1618 души (към 2012 г.).